# Nekton
Nekton (dolazi od grč. νηϰτός: koji pliva), vodene životinje koje zajedno s planktonom čine pelagijal. Zajedničke su im odlike da se aktivno kreću u slanoj i slatkoj vodi u bilo kojem smjeru neovisno o strujama, imaju vretenast oblik tijela sa snažnim mišićima prilagođen plivanju. Termin je prvi uveo 1890. godine njemački biolog i prirodoznanac Ernst Haeckel
U nekton pripadaju ribe, glavonošci, kitovi, perajari, vodene kornjače i veliki rakovi.
- Ernst Haeckel i Nicholas Miklouho-Maclay,